# Martyrs d'Angleterre et du pays de Galles
Les martyrs d’Angleterre et du pays de Galles forment un groupe de catholiques anglais et gallois — la plupart prêtres séculiers ou religieux — morts par exécution capitale (entre 1535 et 1679) en raison de leur fidélité à la foi catholique, particulièrement pour leur attachement au pape, évêque de Rome, comme chef de l'Église catholique, refusant leur allégeance au roi (ou à la reine) d'Angleterre comme autorité religieuse suprême.
Ils sont considérés comme martyrs par l'Église catholique et furent béatifiés et canonisés par les papes Léon XIII, Pie XI, Paul VI et Jean-Paul II. 
Ils représentent « toutes les victimes innocentes des persécutions anti-catholiques qui ont péri durant une longue période, entre 1535 et 1679 ».
Ces martyrs d'Angleterre, d'Irlande, d'Écosse et du pays de Galles sont aussi vénérés comme :
- Les martyrs de Douai. Cette liste regroupe les martyrs qui furent formés au Collège anglais de Douai.
- Les cinquante-quatre martyrs anglais. Cette liste regroupe les martyrs qui furent béatifiés par le pape Léon XIII le 29 décembre 1886. Ils sont commémorés ensemble le 4 mai, individuellement au jour de leur martyre.

À ce groupe peuvent être inclus les martyrs anglais, gallois et écossais béatifiés le même mois quelques semaines avant (le 9 décembre) et enfin le groupe de martyrs anglais béatifiés en mai 1595.
- Les Cent sept martyrs d'Angleterre et du pays de Galles encore appelés Thomas Hemerford et les cent six compagnons martyrs. Il s'agit du groupe de martyrs béatifiés le 15 décembre 1929 par le pape Pie XI. Ils sont commémorés ensemble le 4 mai, individuellement au jour de leur martyr.
- Les quarante martyrs d'Angleterre et du pays de Galles. Il s'agit du groupe de martyrs canonisés le 25 octobre 1970 par le pape Paul VI. Bien que tous commémorés le 25 octobre[1], ils le sont aussi séparément, dans le diocèse de leur naissance, au jour anniversaire de leur mort[2].
- Les quatre-vingt-cinq martyrs d'Angleterre et de Galles. Il s'agit des martyrs béatifiés par le pape Jean-Paul II en 1987.

Chaque congrégation religieuse a par ailleurs sa propre liste de martyrs, celle des Jésuites et des Chartreux (cf. martyrs de la Chartreuse de Londres) est la plus fournie.
Il existe enfin des listes "secondaires" (Martyrs d'Oaten Hill, Martyrs de Londres de 1591, Martyrs d'Oxford...) où sont regroupés et vénérés ensemble plusieurs de ces martyrs.